# Gaṇeśa

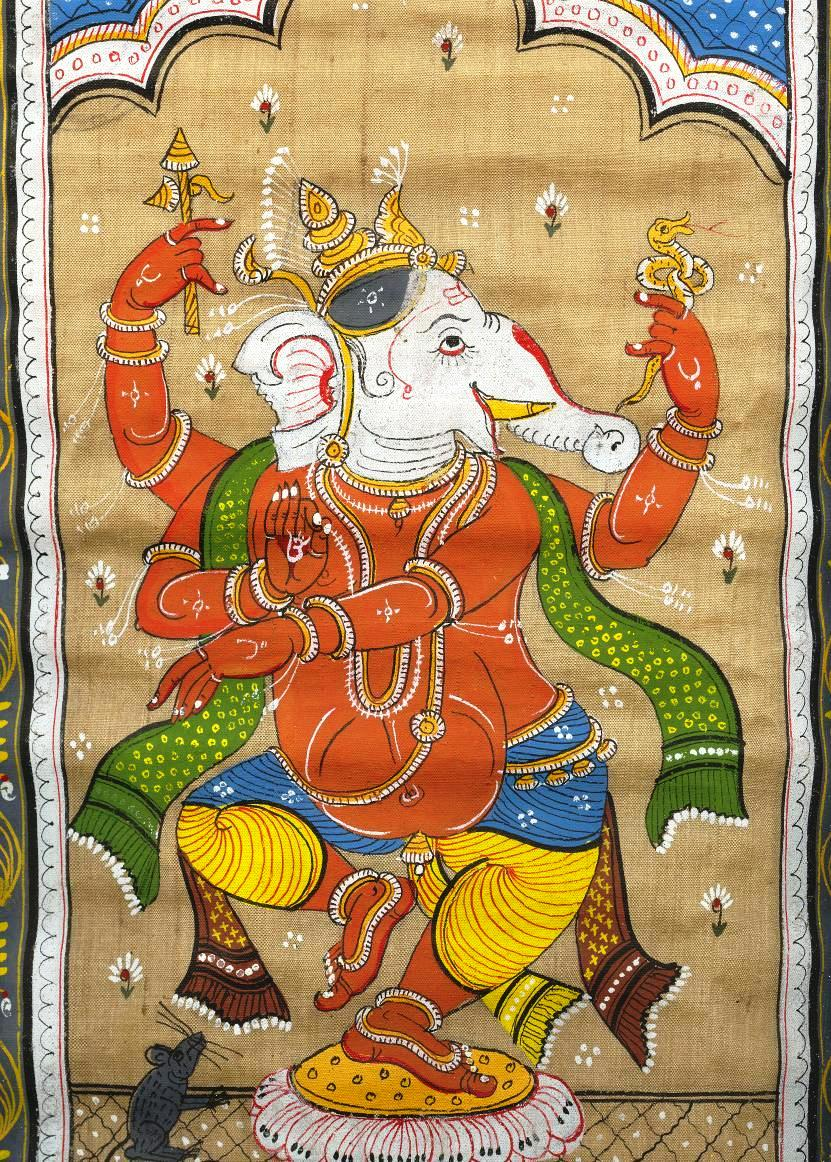
Il dio Gaṇeśa in un'illustrazione indiana

Gaṇeśa (in sanscrito गणेश), talora citato in italiano come Ganescia e in inglese come Ganesha o Ganesh, è uno degli dei più conosciuti della religione induista.
Figlio primogenito di Sìva e Pārvati, viene raffigurato con una testa di elefante provvista di una sola zanna, ventre prominente e quattro braccia, mentre cavalca o viene servito da un topo, suo veicolo. Spesso è rappresentato seduto, con una gamba sollevata da terra e ripiegata sull'altra, nella posizione della Lalitasana. Tipicamente, il suo nome è preceduto dal titolo di rispetto induista, Śrī. 
Il culto di Gaṇeśa è molto diffuso, anche al di fuori dell'India. I devoti di Gaṇeśa si chiamano ganapatya.

## Etimologia e altri nomi
Formato dalle parole sanscrite gana (tanti, tutti) e isha (signore), Gaṇeśa significa letteralmente "Signore dei gana" dove gana può essere interpretato come "moltitudine", facendo assumere al nome il significato di "Signore di tutti gli esseri", ma con gana nella tradizione induista si possono intendere anche dei piccoli demoni deformi che corteggiano Siva.
Gaṇeśa viene a volte chiamato anche Vighnesvara, "Signore degli ostacoli", Vinayaka, "colui che rimuove" o anche Pillaiyar.

## Simbologia

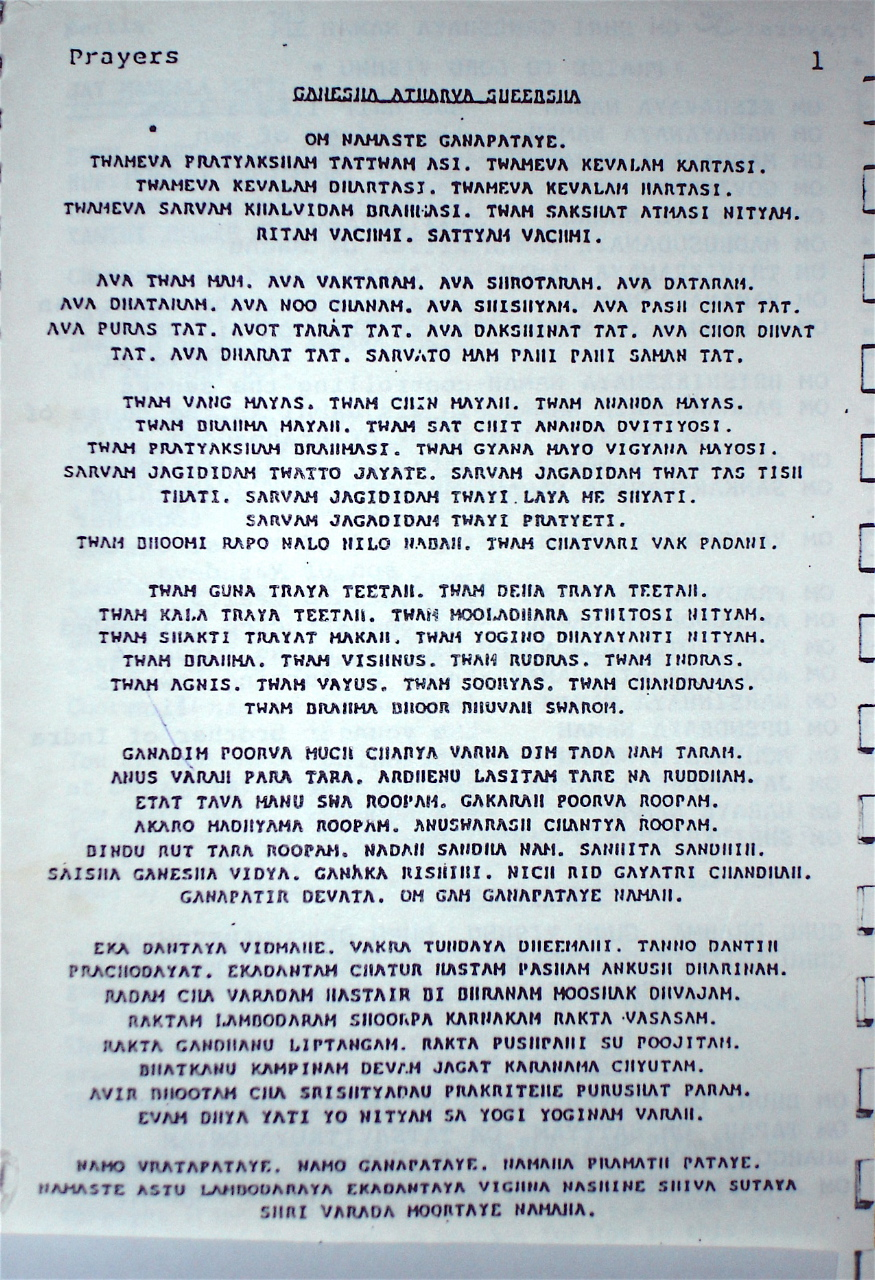
La Ganapati Upaniṣad traslitterata in caratteri romani

Come per ogni altra forma con la quale l'Induismo rappresenta gli Dei, l'aspetto personale di Brahman (detto anche Īśvara, il Signore), anche la figura di Gaṇeśa è un archetipo carico di molteplici significati e simbolismi che esprimono uno stato di perfezione, e il modo per raggiungerla; Gaṇeśa è infatti il simbolo di colui che ha scoperto la Divinità in sé stesso.
Egli rappresenta il perfetto equilibrio tra energia maschile (Siva) e femminile (Śakti), ovvero tra forza e dolcezza, tra potenza e bellezza; simboleggia inoltre la capacità discriminativa che permette di distinguere la verità dall'illusione, il reale dall'irreale.
Una descrizione di tutte le caratteristiche e gli attributi di Gaṇeśa si può trovare nella Ganapati Upaniṣad (una Upaniṣad dedicata a Gaṇeśa) del ṛṣi Atharva, nella quale Gaṇeśa è identificato con il Brahman e con Ātman. In questo inno, inoltre, è contenuto uno dei mantra più famosi associati a questa divinità: Om Gam Ganapataye Namah (lett. Mi arrendo a Te, Signore di tutti gli esseri).
Nei Veda si trova anche una delle più salmodiate preghiere attualmente attribuite a Gaṇeśa, che costituisce l'inizio del Ganapati Prarthana:
Gaṇānāṃ tvā ganapatiṃ havāmahe kavim kavīnām upamaśravastamam
jyeṣṭarājam brahmaṇām brahmaṇas pata ā nah śṛṇvann ūtibhiḥ sīda sādanam

(Rig Veda 2.23.1)

### Il Signore del buon auspicio
In termini generali, Gaṇeśa è una divinità molto amata e invocata, poiché è il Signore del buon auspicio che dona prosperità e fortuna, il Distruttore degli ostacoli di ordine materiale o spirituale; per questa ragione se ne invoca la grazia prima di iniziare qualsiasi attività, come ad esempio un viaggio, un esame, un colloquio di lavoro, un affare, una cerimonia, o un qualsiasi evento importante. Per questo motivo è tradizione che tutte le sessioni di bhajan (canti devozionali) comincino con un'invocazione a Gaṇeśa, Signore del "buon inizio" dei canti.
È inoltre associato con il primo chakra, che rappresenta l'istinto di conservazione e sopravvivenza, la procreazione e il benessere materiale.

### Attributi corporei

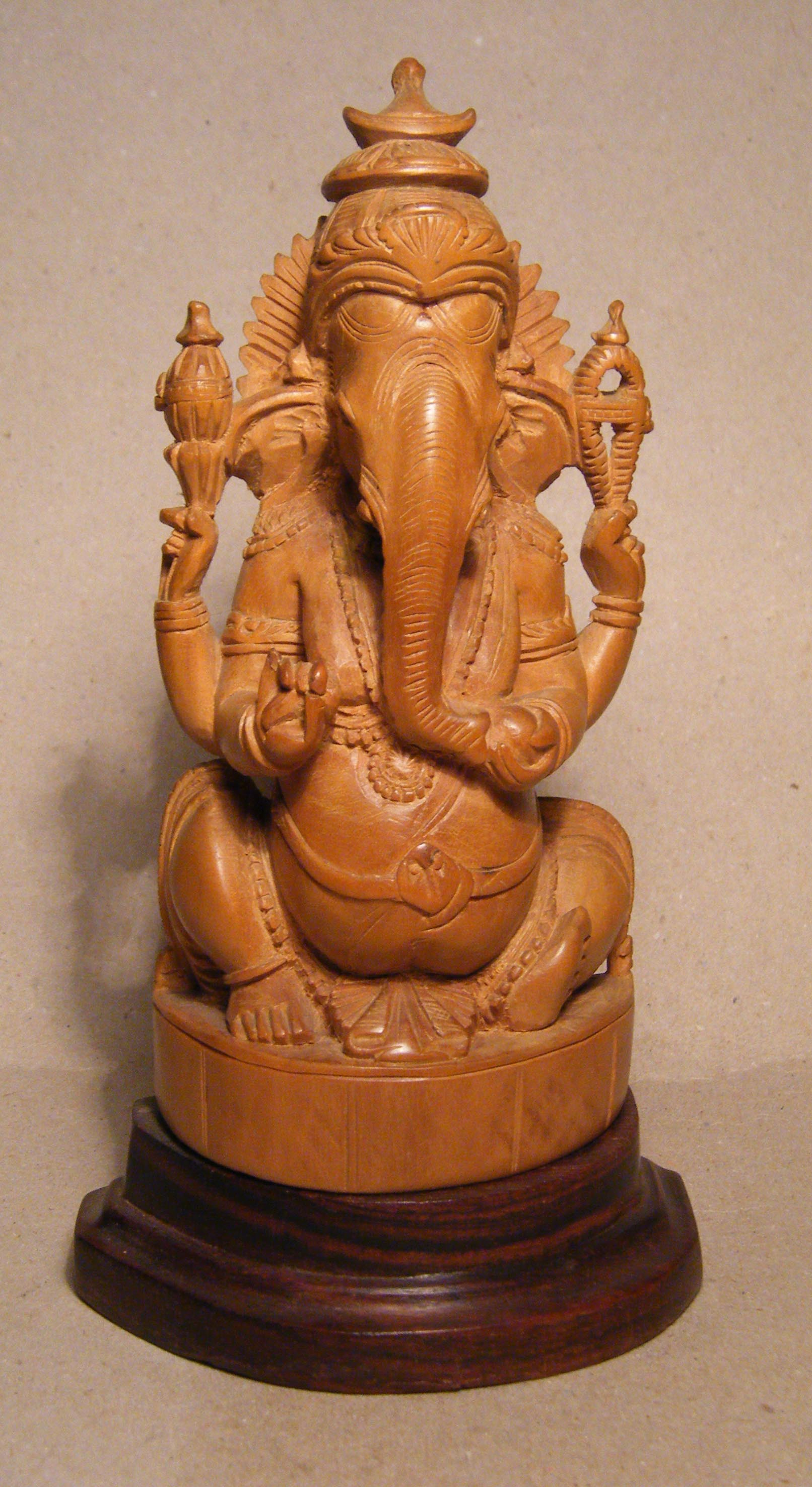
Piccola statua di Gaṇeśa in legno di sandalo

Ogni elemento del corpo di Gaṇeśa ha una sua valenza e un suo proprio significato:
- la testa d'elefante indica fedeltà, intelligenza e potere discriminante;
- il fatto che abbia una sola zanna (e l'altra spezzata) indica la capacità di superare ogni dualismo;
- le larghe orecchie denotano saggezza, capacità di ascolto e di riflessione sulle verità spirituali;
- la proboscide ricurva sta a indicare le potenzialità intellettive, che si manifestano nella facoltà di discriminazione tra reale e irreale;
- sulla fronte ha raffigurato il Tridente (simbolo di Síva), che simboleggia il Tempo (passato, presente e futuro) ne attribuisce a Gaṇeśa la padronanza;
- il ventre obeso è tale poiché contiene infiniti universi, rappresenta inoltre l'equanimità, la capacità di assimilare qualsiasi esperienza con sereno distacco, senza scomporsi minimamente;
- la gamba che poggia a terra e quella sollevata indicano l'atteggiamento che si dovrebbe assumere partecipando alla realtà materiale e a quella spirituale, ovvero la capacità di vivere nel mondo senza essere del mondo;
- le quattro braccia di Gaṇeśa rappresentano i quattro attributi interiori del corpo sottile, ovvero: mente, intelletto, ego, coscienza condizionata;
  - in una mano brandisce un'accetta, simbolo della recisione di tutti i desideri, apportatori di sofferenza;
  - nella seconda mano stringe un lazo e un fiore di loto (padma) simbolo della forza che lega il devoto all'eterna beatitudine del Sé;
  - la terza mano, rivolta al devoto, è in un atto di benedizione (abhaya);
  - la quarta mano tiene un piatto di dolci, che simboleggia l'abbondanza.

### La zanna spezzata

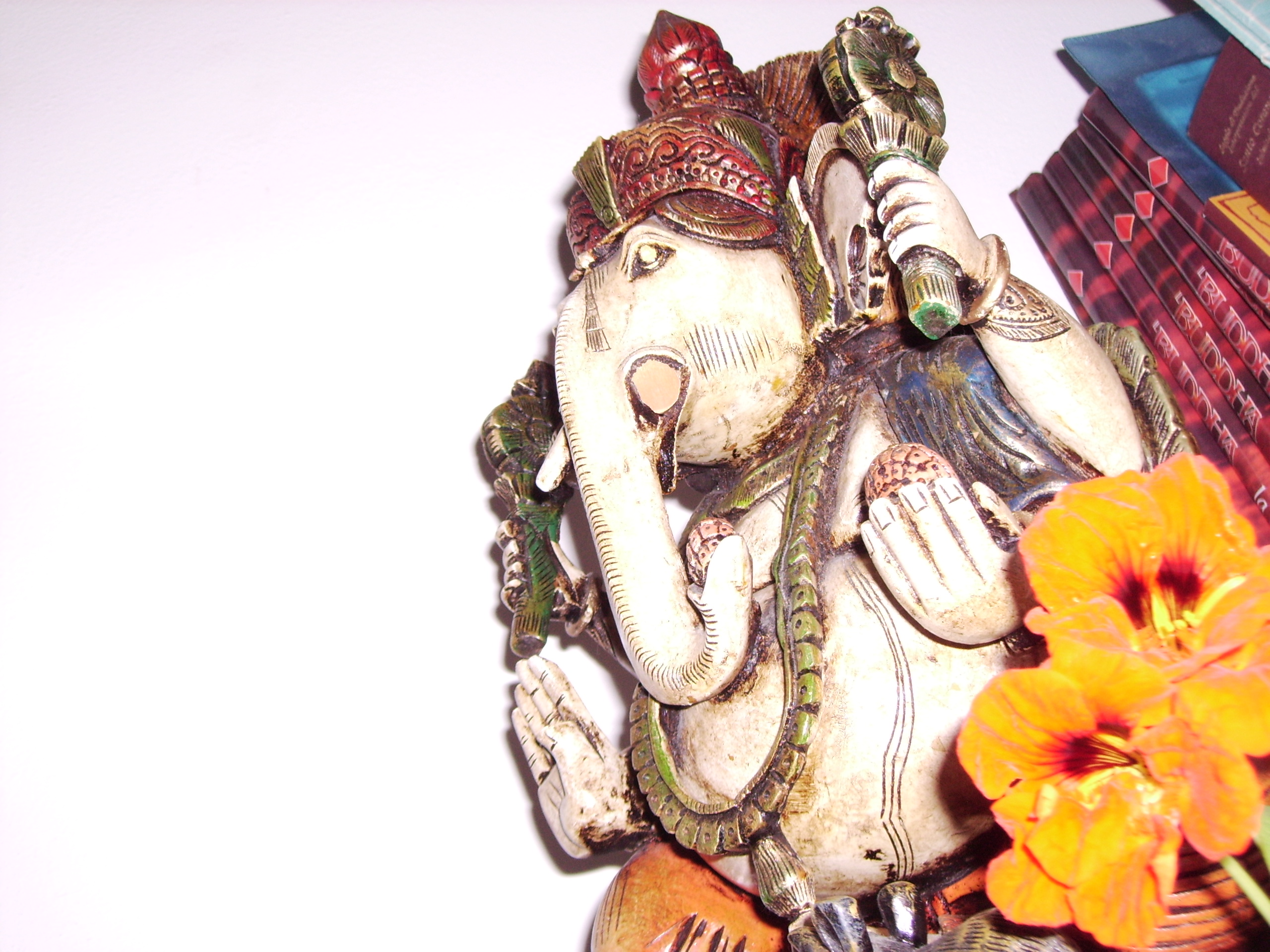
Statua di Gaṇeśa proveniente dallo stato dell'Andhra Pradesh, India

La zanna spezzata di Gaṇeśa, come si è visto, indica principalmente la capacità di superare o "spezzare" la dualità; tuttavia, questo è un simbolo che può assumere vari significati.
(Sathya Sai Baba)
Ci sono vari aneddoti che spiegano l'origine di questo particolare attributo (v. paragrafo Come si ruppe la zanna di Gaṇeśa?).

### Gaṇeśa e il topo
La cavalcatura di Gaṇeśa è un piccolo topo (Mushika o Akhu), che rappresenta l'ego, la mente con tutti i suoi desideri, la bramosia dell'individuo; Gaṇeśa, cavalcando il topo, diviene padrone (e non schiavo) di queste tendenze, indicando il potere che l'intelletto e la discriminazione hanno sulla mente. Inoltre il topo (per natura estremamente vorace), viene spesso raffigurato a fianco di un piatto di dolci, con lo sguardo rivolto a Gaṇeśa mentre tiene un boccone stretto tra le zampe, come in attesa di un suo ordine; rappresenta la mente che è stata completamente assoggettata alla facoltà superiore dell'intelletto, la mente sottoposta a un ferreo controllo, che fissa Gaṇeśa e non si accosta al cibo se non ne riceve il permesso. C'è anche un altro significato di Akhu, l'astuzia del topo che accompagnata alla saggezza dell'elefante fa compiere grandi imprese e, inoltre, tanto l'elefante quanto il topo, passano dappertutto, quasi senza incontrare ostacoli: uno per via della sua mole e l'altro, per la sua minutezza. Gaṇeśa, infatti, è colui che aiuta a superare gli ostacoli e viene venerato prima di iniziare qualsiasi impresa.

### Sposato o celibe?

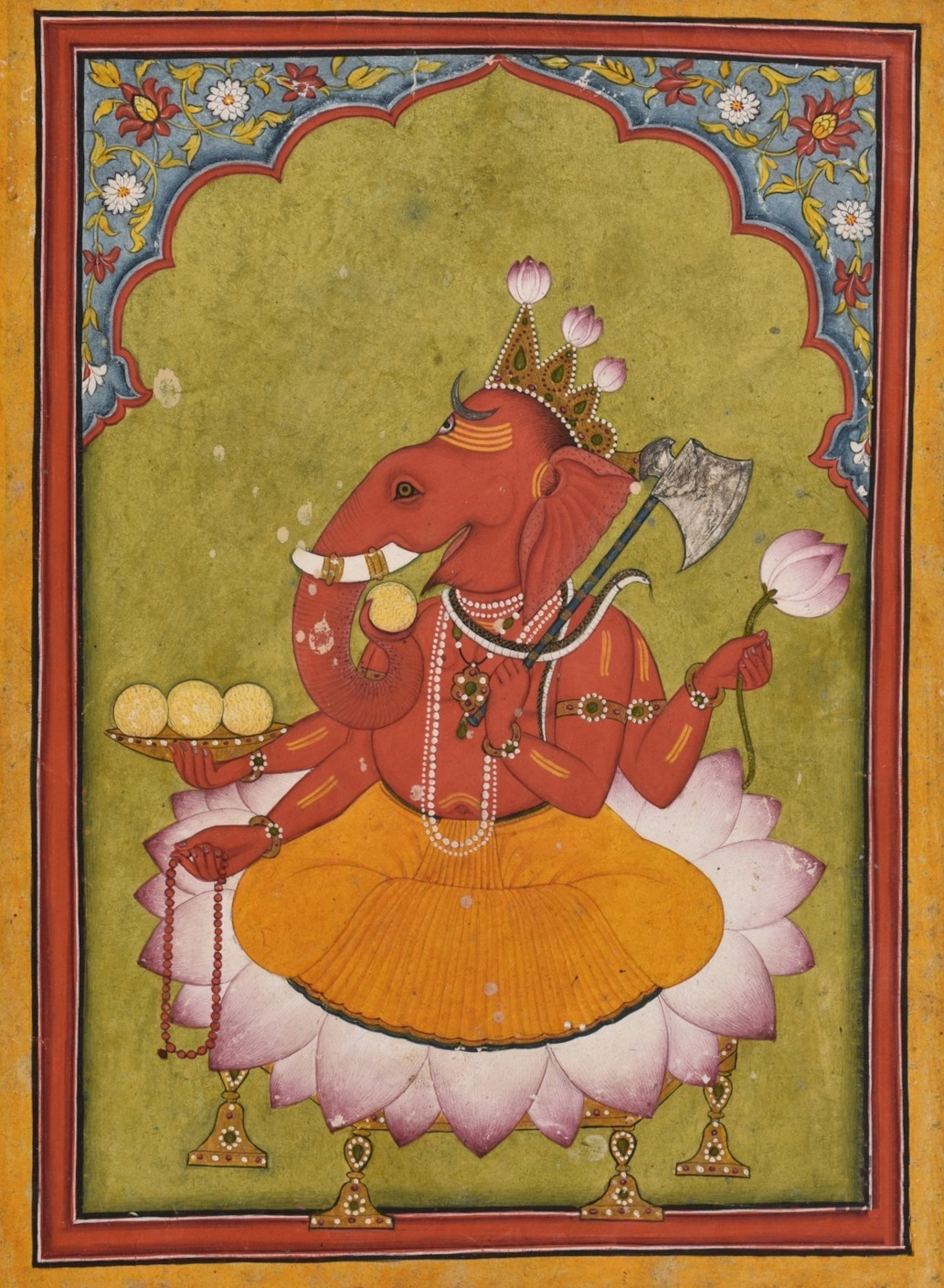
Gaṇeśa di Bashohli (ca. 1730) - National Museum of India, Nuova Delhi

È interessante notare come, secondo la tradizione, Gaṇeśa sia stato generato dalla madre Pārvati senza l'intervento del marito Śiva; infatti Śiva, essendo eterno (Sadashiva), non sentiva alcuna necessità di avere figli. Così Gaṇeśa nacque dall'esclusivo desiderio femminile di Pārvati di creare. Di conseguenza, la relazione di Gaṇeśa con la propria madre è unica e speciale.
Questa devozione è la ragione per la quale la tradizione dell'India del Sud lo rappresenta come celibe (v. l'aneddoto Devozione alla Madre). Si dice che Gaṇeśa, ritenendo sua madre Parvati la donna più bella e perfetta dell'universo, abbia esclamato: "Portatemi una donna bella come lei e io la sposerò".
Nell'India del Nord, invece, Gaṇeśa è spesso raffigurato sposato alle due figlie di Brahmā: Buddhi (intelletto) e Siddhi (potere spirituale). In altre raffigurazioni le sue consorti sono: Sarasvathi (dea della cultura e dell'arte) e Lakshmi (dea della fortuna e della prosperità), a simboleggiare che queste qualità accompagnano sempre colui che ha scoperto la propria divinità interiore.

## Aneddoti mitologici

### Come ottenne una testa di elefante?
L'articolata mitologia induista presenta tante storie che spiegano in che modo Gaṇeśa ottenne una testa di elefante; spesso l'origine di questo particolare attributo si trova negli stessi aneddoti che riguardano la sua nascita.
Nelle storie in questione, inoltre, si raccontano anche varie ragioni che rivelano l'origine dell'enorme popolarità del suo culto.

#### Decapitato e rianimato da Śiva
La storia più conosciuta è probabilmente quella tratta dallo Śiva Purāṇa: una volta madre Pārvati volle fare un bagno nell'olio, ma sentendosi offesa per una precedente visita improvvisa di suo marito mentre si stava lavando, creò un ragazzo dalla farina di grano di cui si era cosparsa il corpo e gli chiese di fare la guardia davanti alla porta di casa, raccomandando di non far entrare nessuno. In quel frangente Śiva tornò a casa e, trovando sulla porta uno sconosciuto che gli impediva di entrare, si arrabbiò e lo decapitò con il suo tridente. Pārvati ne fu molto addolorata e Śiva, per consolarla, inviò le proprie schiere celesti (Gana) a trovare e prendere la testa di qualsiasi creatura avessero trovata addormentata con il capo rivolto a nord. Essi trovarono un giovane elefante che dormiva in tal modo, e ne presero la testa; Śiva la attaccò al corpo del ragazzo, lo resuscitò e lo chiamò Ganapathi, o capo delle schiere celesti, concedendogli di essere adorato da chiunque fosse in procinto di iniziare qualsiasi attività importante.

#### Śiva e Gajasura

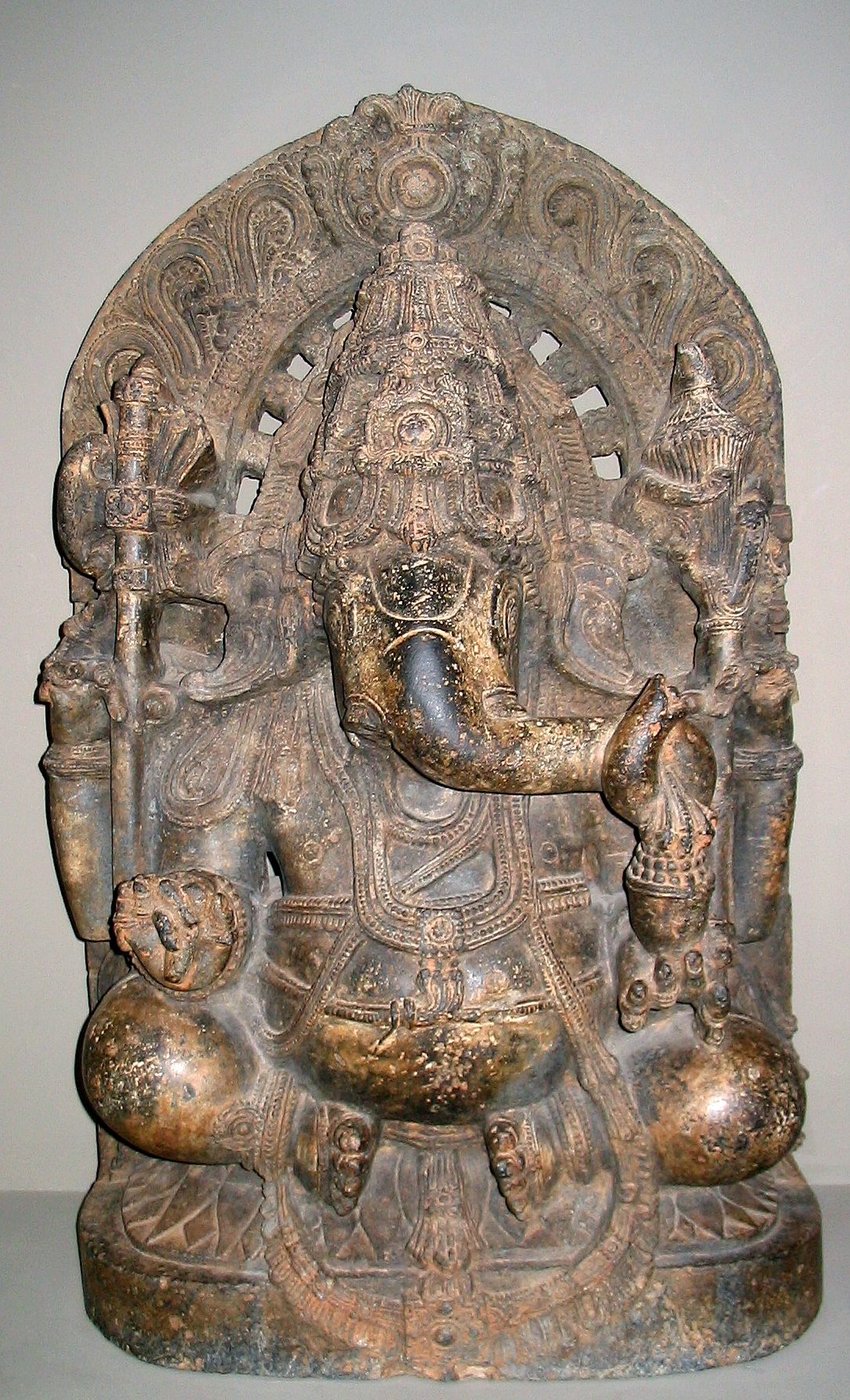
Statua di Gaṇeśa del XIII secolo proveniente dalla regione di Mysore, India del Sud

Un'altra leggenda riguardante l'origine di Gaṇeśa narra che, una volta, ci fosse un asura (demone), dalle sembianze di elefante, chiamato Gajasura, il quale eseguì una penitenza (o tāpas); Śiva, soddisfatto di questa austerità, decise di concedergli in dono qualsiasi cosa desiderasse. Il demone voleva che dal suo corpo si emanasse continuamente del fuoco, in modo che nessuno osasse avvicinarlo; il Signore glielo concesse. Gajasura proseguì la sua penitenza e Śiva, che gli appariva davanti di tanto in tanto, gli chiese nuovamente che cosa desiderasse; il demone rispose: "Io desidero che Tu risieda nel mio stomaco".
Śiva esaudì la richiesta e vi prese dimora. Infatti, Śiva è anche conosciuto come Bhola Shankara, poiché è una divinità facile da propiziare; quando è soddisfatto di un devoto gli concede qualunque cosa chieda, e questo a volte genera situazioni particolarmente intricate. Fu così che Pārvati, sua moglie, lo cercò ovunque senza risultato; come ultima risorsa si recò da Visnù, chiedendogli di trovare suo marito. Egli, che conosce tutto, la rassicurò: "Non preoccuparti, tuo marito è Bhola Shankara e concede prontamente qualunque grazia il Suo devoto Gli chieda, senza prenderne in considerazione le conseguenze; per cui penso che si sia cacciato in qualche guaio. Scoprirò cosa è accaduto".
Allora Visnù, l'onnisciente regista del gioco cosmico, inscenò una piccola commedia: tramutò Nandi (il toro di Śiva) in un toro danzatore e lo condusse al cospetto di Gajasura, assumendo nel contempo le sembianze di un suonatore di flauto. L'incantevole esecuzione del toro mandò in estasi il demone, il quale chiese al suonatore di flauto di esprimere un desiderio; il Visnù musicante allora rispose: "Puoi darmi quello che ti chiedo?" Gajasura replicò: "Per chi mi hai preso? Io posso darti subito qualunque cosa tu chieda". Il suonatore quindi disse: "Se è così, libera dunque dal tuo stomaco Śiva che vi si trova". Gajasura capì allora come questi non fosse altri che Visnù Stesso, l'unico che potesse conoscere quel segreto, così si gettò ai suoi piedi e, liberato Śiva, gli chiese un ultimo dono: "Io sono stato benedetto da Te con molti doni; la mia ultima richiesta è che tutti mi ricordino adorando la mia testa quando sarò morto". Śiva condusse allora lì il proprio figlio, la cui testa venne sostituita con quella di Gajasura. Da allora, in India è viva la tradizione per cui qualunque iniziativa, per essere prospera, deve cominciare con l'adorazione di Gaṇeśa; questo è il risultato del dono di Śiva a Gajasura.

#### Lo sguardo di Shani

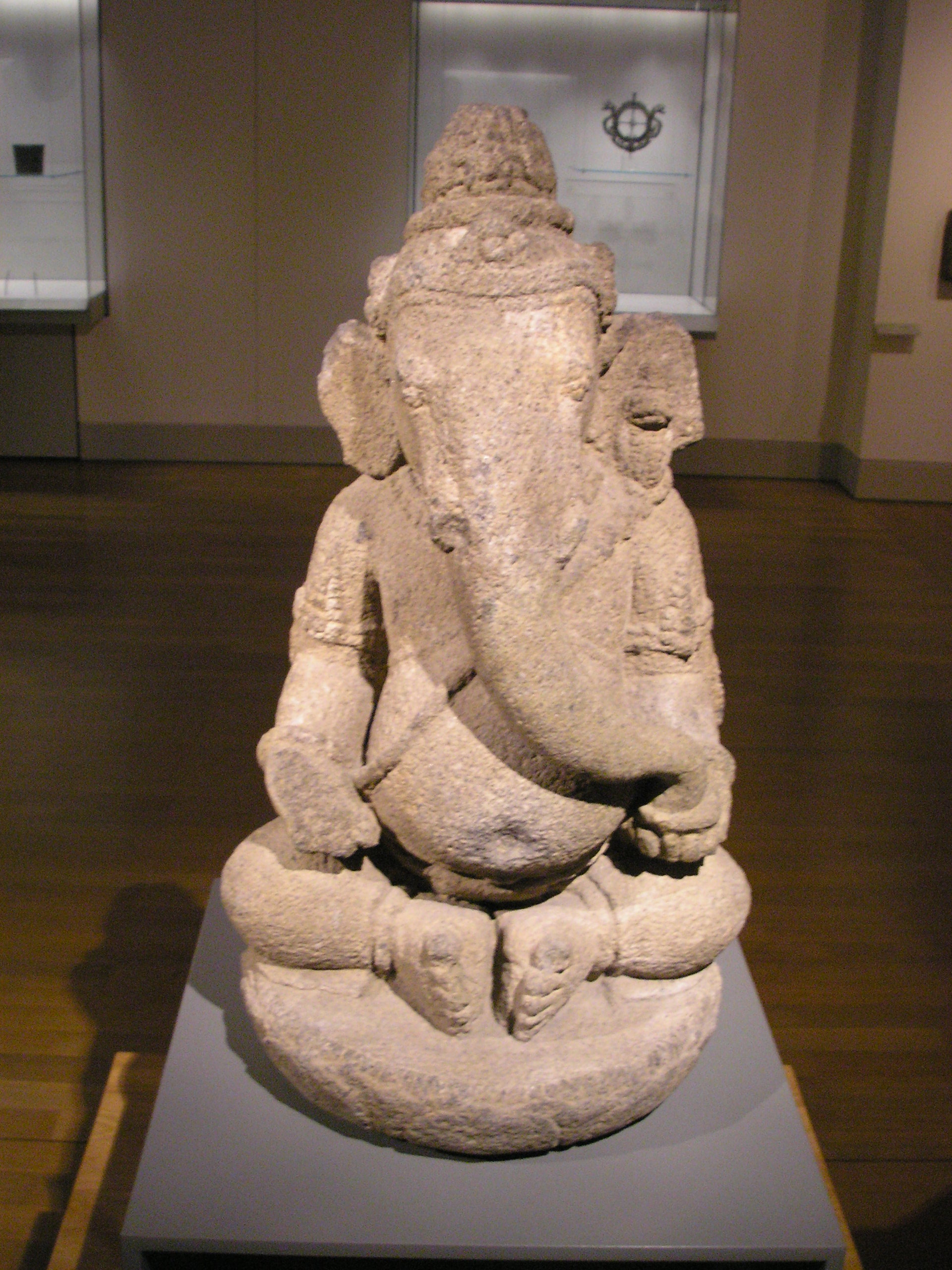
Statua di Gaṇeśa rinvenuta in Cambogia risalente alla seconda metà del X secolo a.C.; si trova al Museo di Arte indiana di Dahlem, a Berlino

Una storia poco celebre riguardante le origini di Gaṇeśa si trova nel Brahma Vaivarta Purana: Pārvati, la quale desiderava avere un figlio, decise di compiere un particolare sacrificio (punyaka vrata) per un anno, in modo da appagare Visnù.
Dopo il completamento del sacrificio, il Signore donò a Pārvati un figlio. Così Pārvati ebbe un bellissimo bambino, e con grande gioia volle celebrare la miracolosa nascita. Tutti gli dei e le dee si riunirono per gioire della nascita. Shani, figlio di Sūrya (il dio del sole), era presente ma si rifiutò di guardare il neonato; disturbata dal suo comportamento, Pārvati gliene chiese la ragione, e Shani rispose che a causa di una maledizione, se avesse guardato il bambino lo avrebbe ferito. In seguito all'insistenza di Pārvati, Shani volse lo sguardo e, non appena i suoi occhi si posarono sul neonato, la sua testa si dissolse all'istante. Tutte le divinità presenti si disperarono, per cui Visnù si precipitò sulle rive del fiume Pushpabhadra e tornò con la testa di un cucciolo di elefante, e la unì al corpo del bambino infondendogli nuova vita. Visnù benedisse il bambino, promettendogli che egli sarebbe stato adorato prima di qualunque altra divinità, e che sarebbe stato il migliore tra gli yogi; allo stesso modo Śiva lo pose a capo delle sue truppe e lo benedisse, affermando che qualsiasi ostacolo, di qualsiasi entità, sarebbe stato superato pregando Gaṇeśa.

### Come si ruppe la zanna di Gaṇeśa?
Ci sono vari aneddoti che spiegano come Gaṇeśa si spezzò una zanna:

#### Gaṇeśa scriba
La prima parte del poema epico del Mahābhārata dichiara che il saggio Vyāsa chiese a Gaṇeśa di trascrivere il poema sotto la sua dettatura; Gaṇeśa acconsentì, ma solo alla condizione che Vyāsa avrebbe dovuto recitare il poema ininterrottamente, senza alcuna pausa. Il saggio, allora, pose a propria volta un'ulteriore condizione: Gaṇeśa avrebbe non solo dovuto scrivere, ma comprendere tutto ciò che udiva ancor prima di scriverlo. In questo modo Vyāsa avrebbe potuto riprendersi un poco dal suo continuo parlare, semplicemente recitando un verso difficile da capire. La dettatura cominciò, ma nella foga della scrittura il pennino di Gaṇeśa si ruppe, così egli si spezzò una zanna e la usò come penna affinché la trascrizione potesse andare avanti senza interruzioni, così da permettergli di mantenere la parola data.

#### Gaṇeśa e Parashurama
Un giorno Parashurama, un avatar di Visnù, si recò a fare visita a Śiva, ma lungo la strada fu bloccato da Gaṇeśa. Parashurama si scagliò contro di lui con la sua ascia, e Gaṇeśa (sapendo che quell'ascia gli era stata donata da Śiva) acconsentì a farsi colpire, perdendo così una zanna che fu tagliata.

#### Gaṇeśa e la Luna

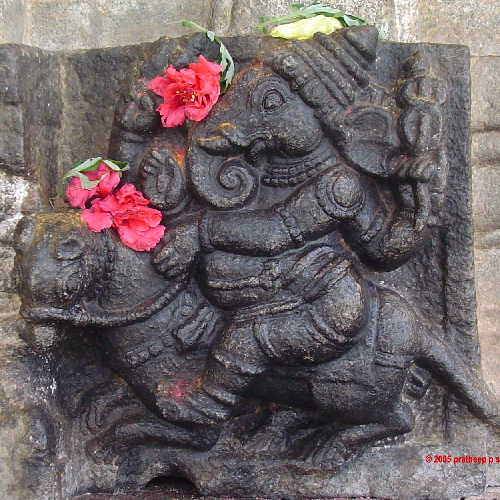
Gaṇeśa mentre cavalca il topo. Si notino i fiori offerti dai devoti. Scultura del tempio Vaidyeshvara a Talakkadu, Karnataka (India)

Si racconta che un giorno Gaṇeśa, dopo aver ricevuto da moltissimi adoratori una gran quantità di dolci (Modak), per digerire meglio quell'impressionante mole di cibo, decise di fare una passeggiata; salì sul topo che utilizza come veicolo e partì. Era una notte magnifica e la Luna splendeva. All'improvviso spuntò un serpente che spaventò a morte il topo, il quale sussultando fece cadere il suo cavaliere. Il grosso stomaco di Gaṇeśa venne schiacciato e, troppo pieno, scoppiò; tutti i dolci che aveva mangiato si sparsero attorno a lui. Tuttavia, egli era troppo intelligente per prendersela a causa di questo incidente, per cui senza perdere tempo in inutili lamentele, si preoccupò soltanto di risolvere al meglio la situazione: prese il serpente che aveva causato l'incidente e lo utilizzò come cintura per tenere chiuso il suo addome e bendare la ferita; e, soddisfatto, salì nuovamente sul topo e riprese il suo giro. Chandra, il deva della Luna, nel vedere la buffa scena scoppiò a ridere e si prese gioco di Gaṇeśa; questi allora ritenne giusto punire il deva per la sua arroganza, quindi si spezzò una zanna e la lanciò contro la Luna spaccandone a metà il viso luminoso. Egli la maledisse, decretando che chiunque l'avesse guardata sarebbe stato perseguitato dalla sfortuna. Chandra, rendendosi conto del proprio errore, chiese perdono e pregò Gaṇeśa di ritirare la maledizione; ma una maledizione non può essere revocata, soltanto attenuata, così Gaṇeśa condannò la Luna a crescere e calare in intensità secondo cicli di 15 giorni, e stabilì che chiunque l'avesse guardata durante la festività di Vinayaka Chaturthi sarebbe stato colpito dalla sfortuna. Così, in certi momenti la luce della Luna si sarebbe spenta, per poi ricominciare poco a poco ad apparire; ma la sua faccia sarebbe rimasta intera soltanto per un brevissimo periodo di tempo, perché poi si sarebbe nuovamente "spaccata" fino a scomparire.

### Gaṇeśa, Capo delle Schiere Celesti
Una volta fu indetta una grande gara tra i Deva per scegliere tra essi il capo dei Gaṇa (le truppe di semidèi al servizio di Śiva). I concorrenti avrebbero dovuto fare velocemente il giro del mondo e ritornare ai Piedi di Śiva. Gli Dei partirono sui propri veicoli, ed anche lo stesso Gaṇeśa partecipò con entusiasmo alla gara; ma aveva una grossa corporatura, e per veicolo un topo. Naturalmente, procedeva con notevole lentezza e ciò gli era di grande svantaggio. Non aveva ancora fatto molta strada, quando gli apparve davanti il saggio Narada (figlio di Brahmā), che gli chiese dove fosse diretto. Gaṇeśa fu molto seccato e andò su tutte le furie, poiché era considerato infausto il fatto che, non appena s'iniziasse un viaggio, si incontrasse un Brahmino solitario. Nonostante Narada fosse il più grande dei bramini, figlio dello stesso Brahma, ciò rimaneva comunque di cattivo auspicio. Inoltre, non era considerato buon segno ricevere la domanda "Dove sei diretto?" quando ci si stava dirigendo da qualche parte; quindi Gaṇeśa si sentì doppiamente sfortunato. Tuttavia, il grande brahmino riuscì a calmare la sua collera. Il figlio di Śiva gli raccontò il motivo della sua tristezza e il suo desiderio di vincere; Narada lo consolò, esortandolo a non disperarsi, e gli diede un consiglio:
"Così come un grande albero nasce da un singolo seme, il nome di Rāma è il seme da cui si è sprigionato quell'immenso albero chiamato Universo. Perciò, scrivi per terra il nome "Rama", fai un giro intorno ad esso, e precipitati da Śiva a reclamare il tuo premio."
Gaṇeśa tornò da suo padre, il quale gli chiese come avesse potuto fare così in fretta. Rispose, raccontandogli la storia ed il suggerimento di Narada; Śiva, soddisfatto della saggia risposta alla sua domanda, dichiarò vincitore suo figlio il quale da quel momento fu acclamato con il nome di Ganapati (Conduttore delle schiere celesti) e Vinayaka (Maestro di tutti).

### L'appetito di Gaṇeśa

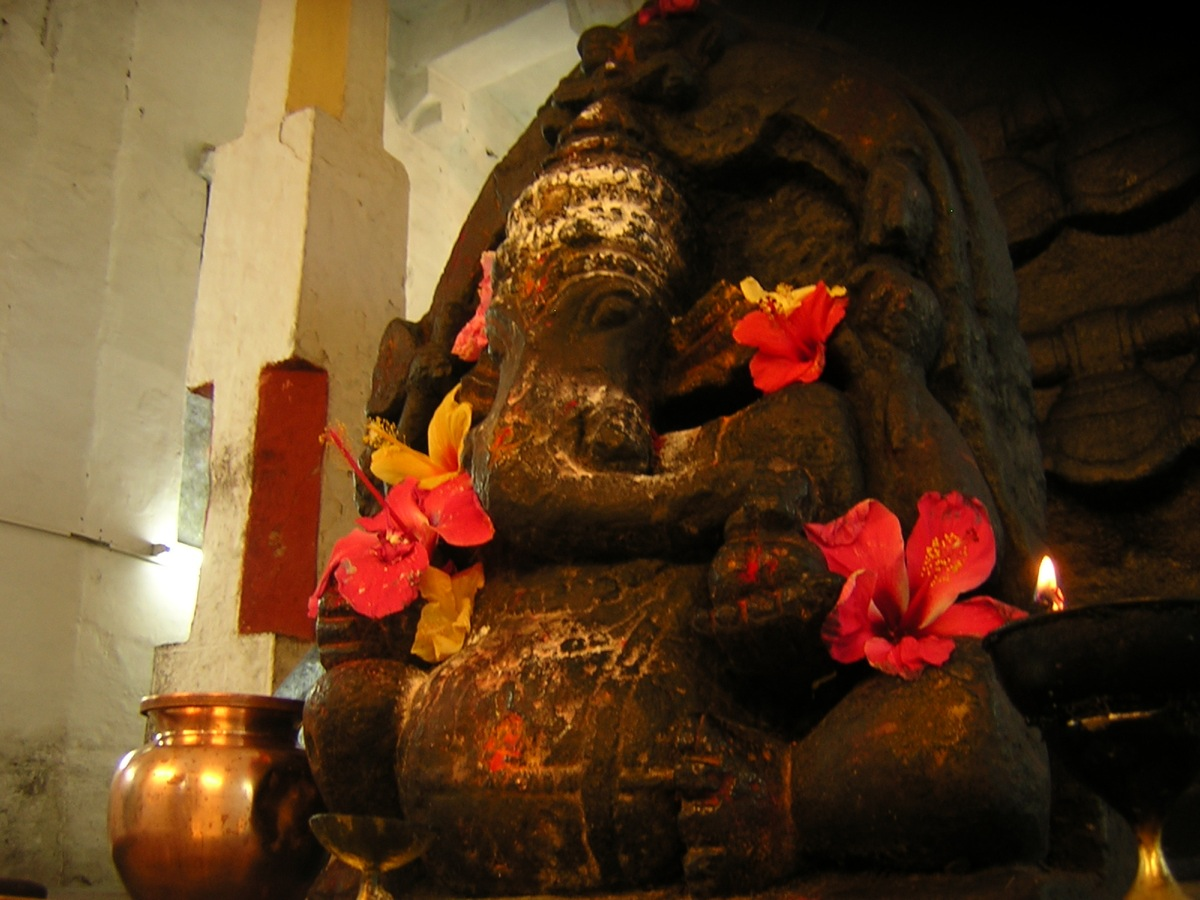
Statua di Gaṇeśa a Bangalore, India

Gaṇeśa è anche il distruttore della vanità, dell'egoismo e dell'orgoglio.
Un aneddoto tratto dai Purāṇa narra che il tesoriere di Svarga (il paradiso) e dio della ricchezza, Kubera, si recò un giorno sul monte Kailāśā per ricevere il darshan (la visione) di Śiva. Poiché era molto vanitoso, lo invitò a una cena nella sua sfarzosa città, Alakapuri, in modo da potergli esibire tutte le sue ricchezze. Śiva sorrise e gli disse: "Non posso venire, ma puoi invitare mio figlio Gaṇeśa. Ti avverto che è un vorace mangiatore!". Per nulla preoccupato, Kubera si sentiva pronto a soddisfare con la sua opulenza anche una fame insaziabile come quella di Gaṇeśa. Prese con sé il piccolo figlio di Śiva e lo portò nella sua città; lì gli offrì un bagno cerimoniale e lo rivestì di abiti sontuosi. Dopo questi riti iniziali, iniziò il grande banchetto. Mentre la servitù di Kubera si impegnava al massimo per servire tutte le portate, il piccolo Gaṇeśa si mise a mangiare, mangiare e mangiare... Il suo appetito non si arrestò neppure dopo aver divorato i piatti destinati agli altri ospiti; non c'era nemmeno il tempo di sostituire una portata all'altra, che Gaṇeśa aveva già divorato tutto e, con segni di impazienza, attendeva nuovo cibo. Divorato tutto quanto era stato preparato, Gaṇeśa prese a mangiare decorazioni, suppellettili, mobili, lampadari... Atterrito, Kubera si prostrò davanti al piccolo onnivoro e lo supplicò di risparmiargli il resto del palazzo.

"Ho fame. Se non mi dài altro da mangiare, divorerò anche te!", disse a Kubera. Questi, disperato, si precipitò sul monte Kailasa per chiedere a Śiva un rimedio urgente. Il Signore gli diede allora una manciata di riso abbrustolito, dicendo che quello l'avrebbe saziato; Gaṇeśa aveva già ingurgitato quasi tutta la città, quando Kubera gli donò umilmente il riso. Con quel cibo, finalmente Gaṇeśa si saziò e si calmò.

### Devozione alla madre
Una volta, da bambino, il piccolo Gaṇeśa stava giocando con un gatto e inavvertitamente lo ferì. Quando tornò a casa, trovò la madre Parvati dolorante e ferita; le chiese come si fosse fatta male, ed ella rispose che la responsabilità non era di altri se non dello stesso Gaṇeśa. Sorpreso, egli le domandò quando questo fosse successo. Parvati spiegò che, in quanto "Energia Divina" (o Shakti), lei è immanente in tutti gli esseri; quando Gaṇeśa ferì il gatto, anche Parvati fu ferita. Gaṇeśa si rese conto che tutte le donne erano unicamente manifestazioni di sua Madre, e decise di non sposarsi. Fu così che rimase un Brahmachari, ovvero "celibe a vita"; ma d'altronde, non avendo desideri, Gaṇeśa non sentiva alcuna necessità di avere delle mogli o dei figli.
In lingua tamil, la sacra sillaba è indicata da un carattere la cui forma ricorda la sagoma della testa d'elefante di Ganesha. Questo particolare è simbolo dell'identificazione di Ganesha con la Om, l'identificazione di Dio con il Verbo ("In principio era il Verbo, / il Verbo era presso Dio / e il Verbo era Dio." Giovanni 1,1), ovvero il suono primordiale che da Lui scaturisce generando l'intero universo manifesto.

## I nomi di Gaṇeśa

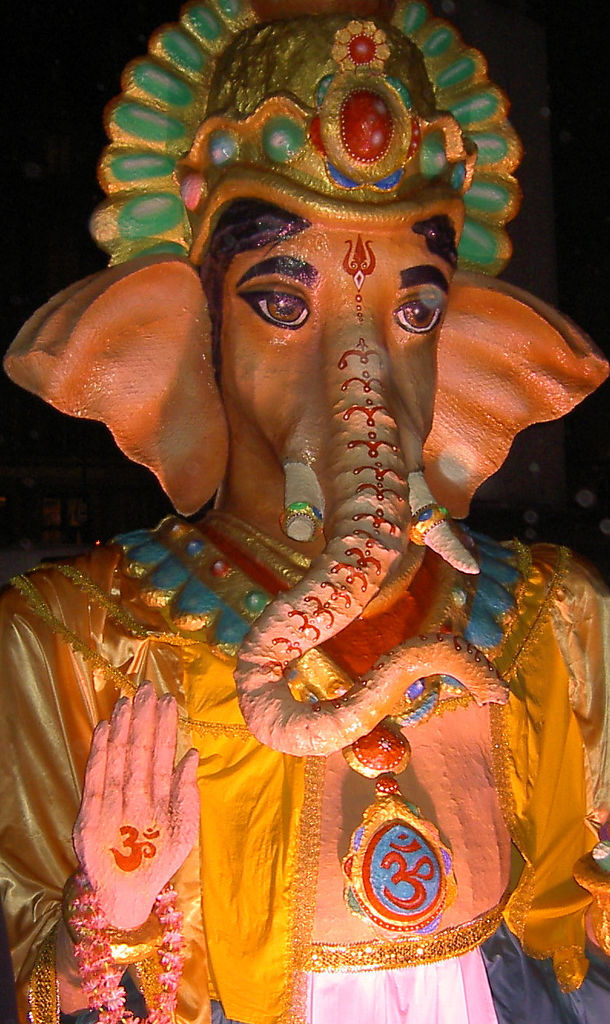
Statua di Gaṇeśa fotografata a Londra durante la festa di Dipavali

Come per tutte le altre Murti induiste, anche Gaṇeśa è invocato attraverso innumerevoli appellativi che si riferiscono ai suoi attributi e caratteristiche.

Alcuni di essi:
- Ganapathi, Conduttore delle schiere celesti (Gana)
- Gananatha, Signore delle schiere celesti
- Gananayaka, Maestro di tutti gli esseri
- Omkaresha o Omkareshvara, Signore la cui forma è Oṃ
- Gajavadana, Signore dalla testa di elefante
- Gajanana, Signore dal volto di elefante
- Vinayaka, Colui al di sopra del quale non esistono Maestri
- Vighneshvara, Signore degli ostacoli
- Vighna Vinashaka, Distruttore degli ostacoli
- Vishvadhara o Jagadoddhara, Colui che regge l'Universo
- Vishvanatha o Jagannātha, Signore dell'Universo
- Mushika Vahana, Colui che cavalca il topo
- Lambodhara, dal grosso ventre
- Vakratunda, dalla proboscide ricurva
- Ekadanta, dall'unica zanna
- Shupakarna, dalle larghe orecchie
- Gamabunta,  dal matto ballo
- Pillaiyar

Un'altra murti molto amata è quella di Bala Gajanana o Bala Gaṇeśa (lett. piccolo Gaṇeśa o Gaṇeśa bambino), in cui un giovanissimo Gaṇeśa dalla piccola proboscide e dai grandi occhi viene raffigurato in braccio ai Genitori Divini, oppure mentre abbraccia dolcemente il Lingam, simbolo di Śiva.

## I Festival e il culto di Gaṇeśa
Nell'India del Sud, si festeggia un'importante festività in onore di Gaṇeśa. Anche se è particolarmente popolare nello stato del Maharashtra, la si esegue in tutta l'India. Si celebra in dieci giorni, cominciando da Vinayaka Chaturti. Fu introdotta da Balgangadhar Tilak come mezzo per promuovere sentimenti nazionalistici quando l'India era occupata dagli Inglesi. Questo festival si celebra e culmina nel giorno di Ananta Chaturdashi quando la murti di Shri Gaṇeśa è immersa nella più vicina riserva d'acqua: a Bombay la murti viene immersa nel Mare Arabico, a Pune nel fiume Mula-Mutha, mentre in varie città indiane del nord e dell'est, come Kolkata, le murti sono immerse nel sacro fiume Gange.

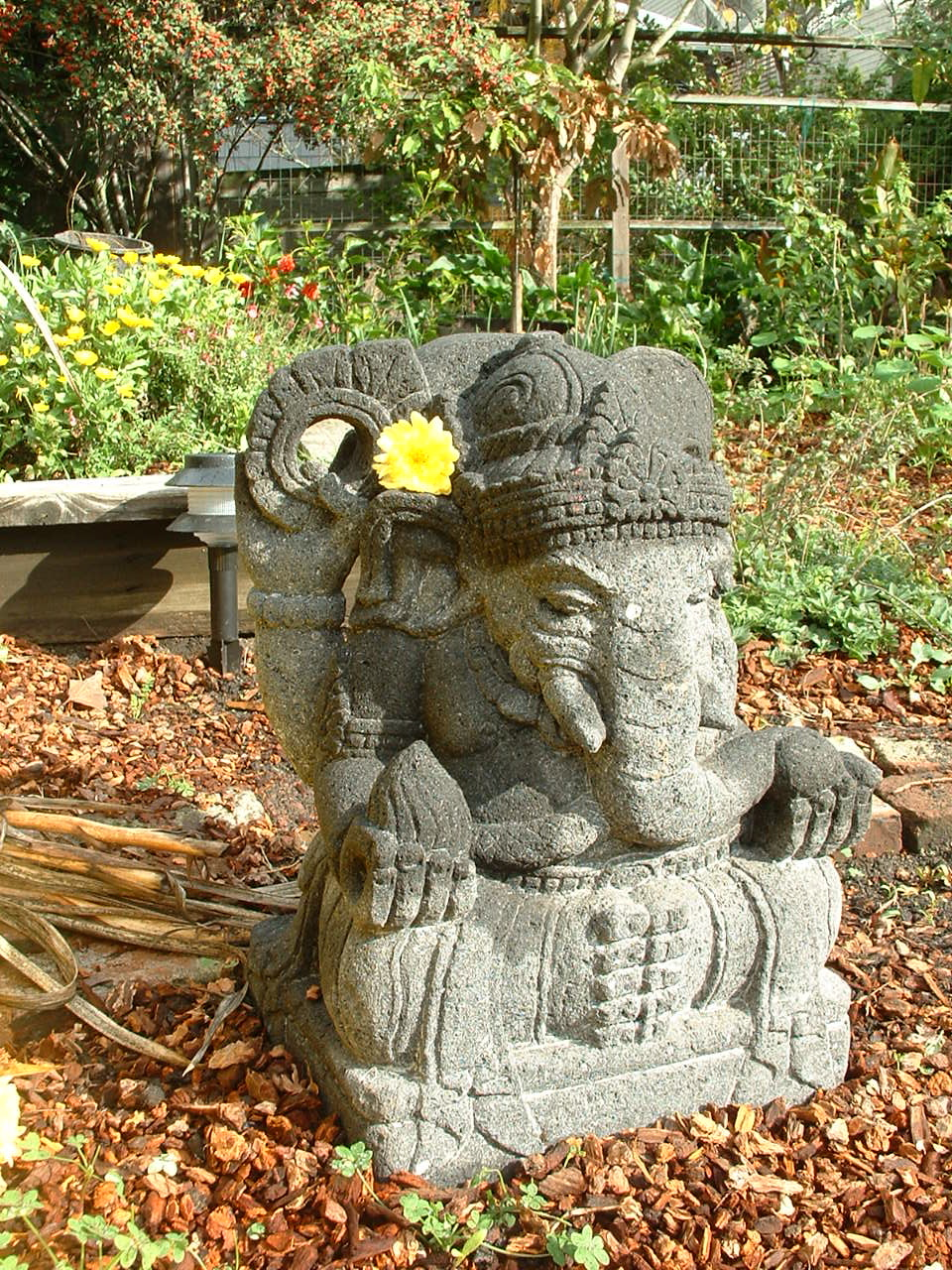
Statua relativamente recente di Gaṇeśa

Le rappresentazioni di Gaṇeśa si basano su simbolismi religiosi antichi migliaia di anni che culminano nella figura di una divinità dalla testa di elefante. In India le statue sono espressioni di significati simbolici e quindi non sono mai state spacciate come repliche esatte di una figura vivente. Gaṇeśa non è visto come un'entità fisica, ma come un più elevato essere spirituale e le murti (rappresentazioni scultoree) hanno la funzione di simboleggiare la divinità come figura ideale. L'errore più comune per la concezione giudaico-cristiana occidentale è scambiare il concetto di murti con quello di idolo (culto ad oggetti fine agli oggetti di per sé stessi); c'è una profonda differenza tra i due, poiché presso la filosofia induista le murti sono punti di focalizzazione simbolica attraverso i quali è possibile raggiungere la Divinità. Per questa ragione si intraprende l'immersione delle murti di Gaṇeśa nei fiumi più vicini, poiché questo simboleggia il fatto che esse permettono una comprensione solo temporanea di un Essere superiore; questa concezione è pertanto opposta a quella di idolo, che tradizionalmente indica il culto ad un oggetto per l'oggetto stesso, considerato divino.
Il culto di Gaṇeśa in Giappone è stato datato all'anno 806.

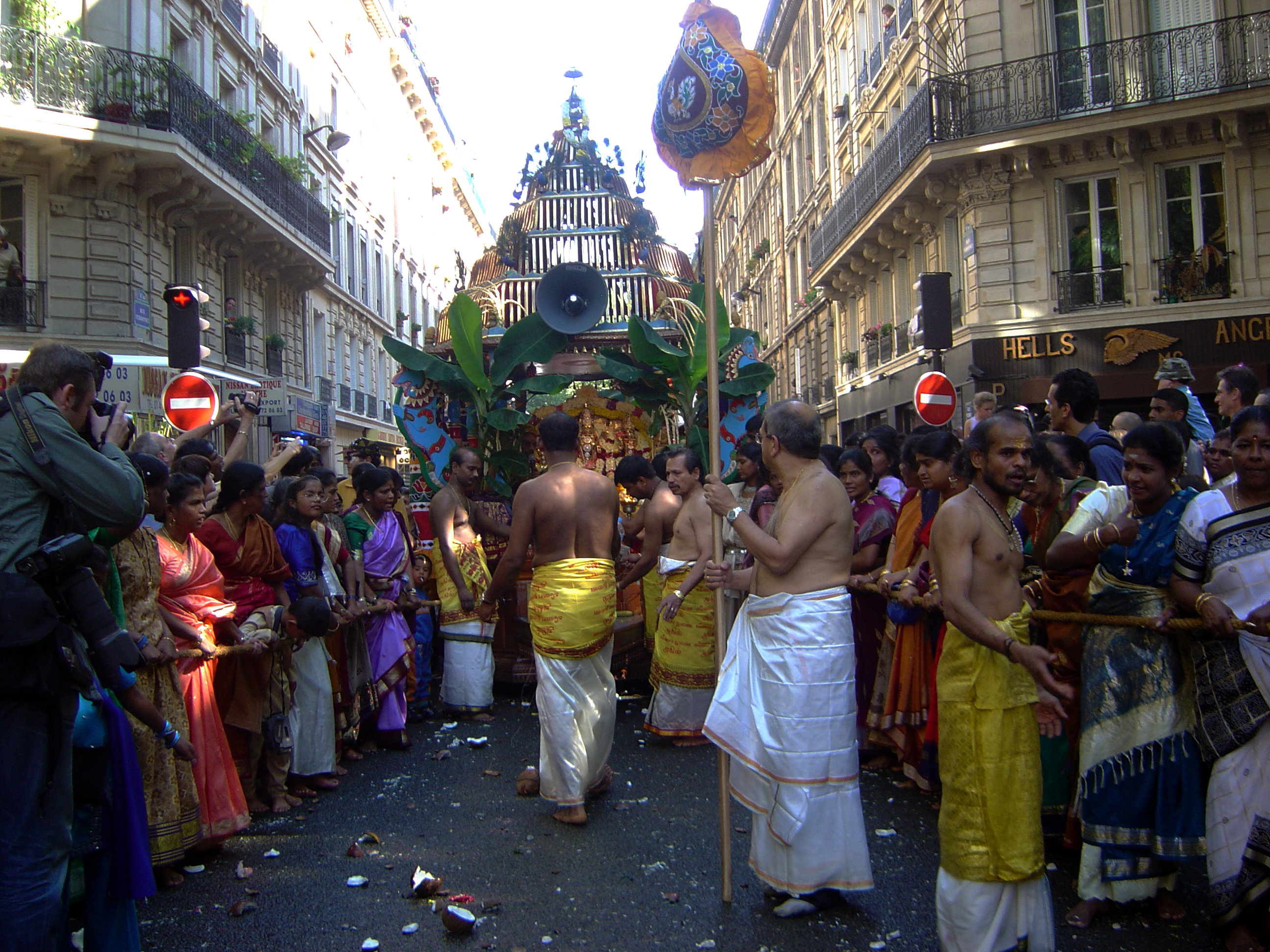
Celebrazioni a Gaṇeśa eseguite dalla comunità indiana a Parigi, Francia

### La rinascita della popolarità
Recentemente, si è verificata una rinascita del culto di Gaṇeśa e si è sviluppato un interesse sempre crescente verso questa divinità nel mondo occidentale, in seguito ad un'"inondazione" di presunti miracoli: secondo la rivista Hinduism Today ed il libro Gaṇeśa, Remover of Obstacles (di Manuela Dunn Mascetti), il 21 settembre 1995 le statue di Gaṇeśa in India avrebbero cominciato spontaneamente a bere latte, ogni volta che un cucchiaio veniva posto davanti alla bocca di ogni statua per onorare il Dio-elefante. È riportato che il fenomeno si allargò e si verificò anche in altri luoghi, da Nuova Delhi a New York, Canada, Mauritius, Kenya, Australia, Bangladesh, Malaysia, Regno Unito, Danimarca, Sri Lanka, Nepal, Hong Kong, Trinidad e Tobago, Grenada e Italia. Questi avvenimenti furono considerati miracolosi da molte persone, e vennero interpretati come un ricordo della giocosità di Gaṇeśa, del suo amore per i giochi e gli scherzi.

## Gaṇeśa nella cultura di massa
- Nel noto cartone animato I Simpson, Gaṇeśa è una delle divinità venerate dal negoziante indiano Apu con una statuetta nel suo market. Durante il matrimonio di Apu, Homer si traveste da Gaṇeśa per impedire le nozze, venendo però scoperto a causa della sua goffaggine (Tu non sei Gaṇeśa, Gaṇeśa è aggraziato!, esclamerà un ospite del matrimonio).
- Gaṇeśa è il nome di un personaggio della serie di videogiochi picchiaduro Bloody Roar, avente la capacità di assumere le sembianze di un elefante.
- Gaṇeśa è un personaggio giocabile nel MOBA Smite.
- Nel videogioco Uncharted: L'eredità perduta, la figura divina di Gaṇeśa ricorre in moltissime parti dell'opera.
- Nella serie tv Sense8, uno dei personaggi protagonisti, Kala Dandekar, è una devota di Gaṇeśa.

## Galleria d'immagini

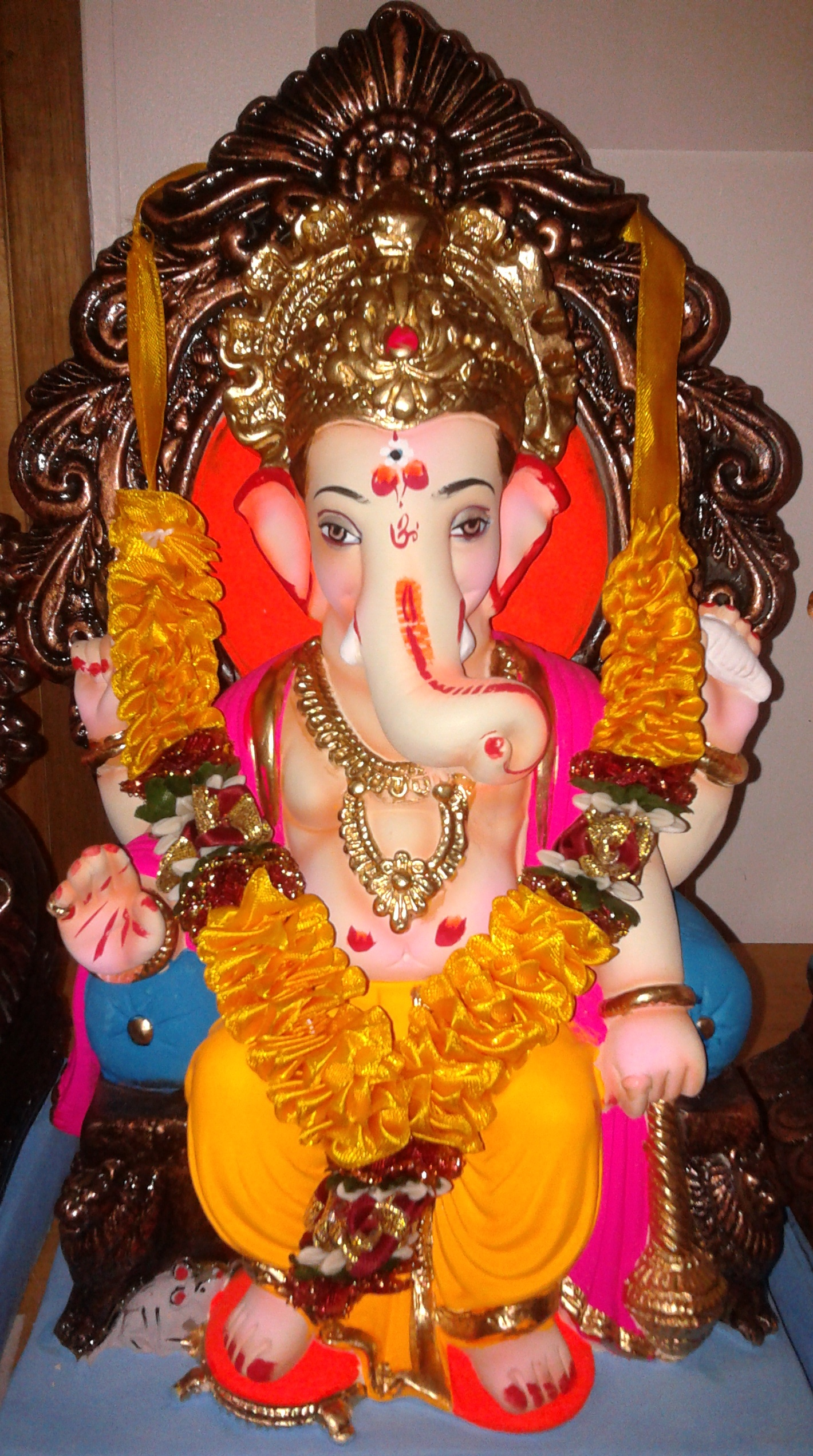
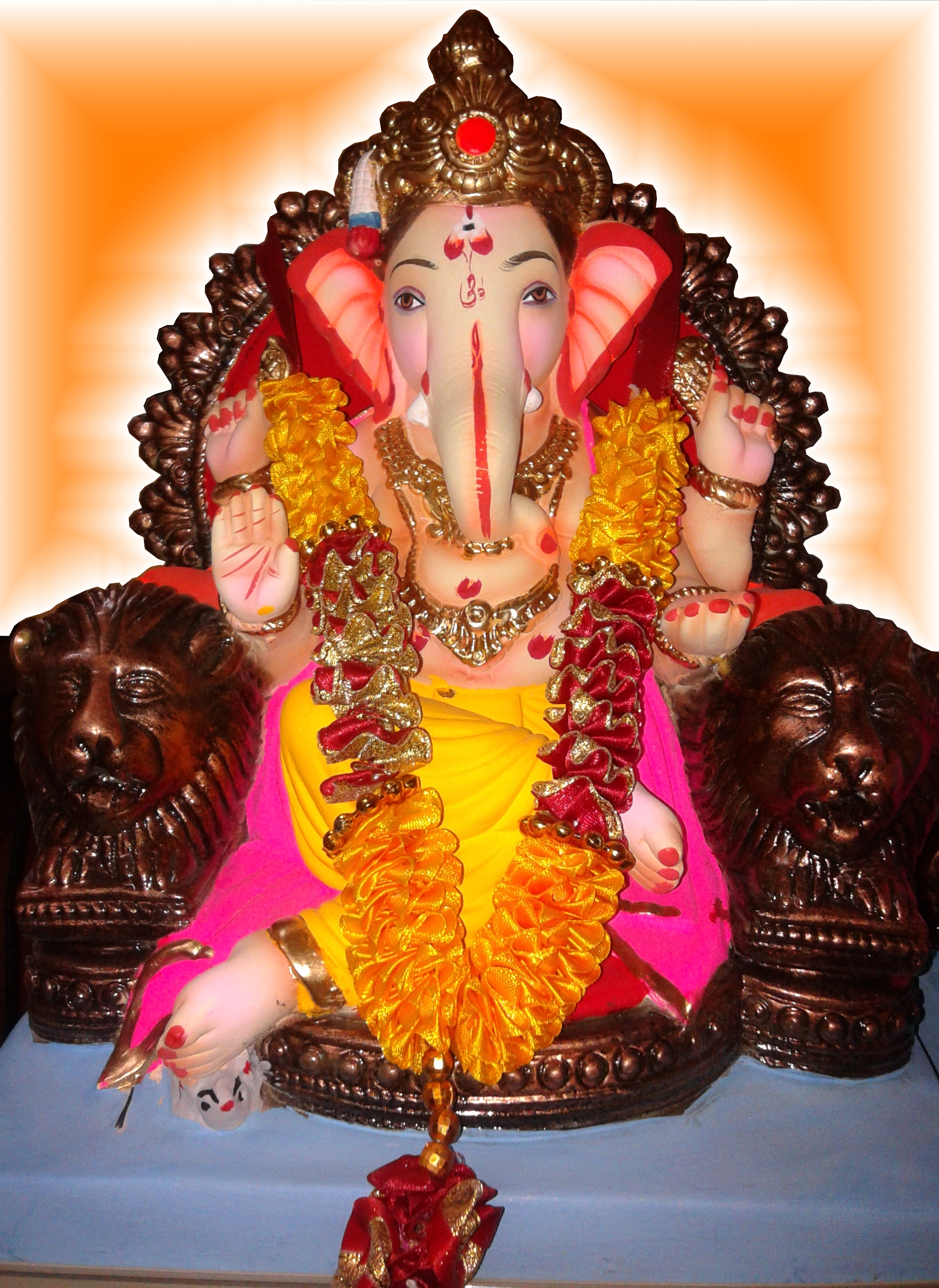
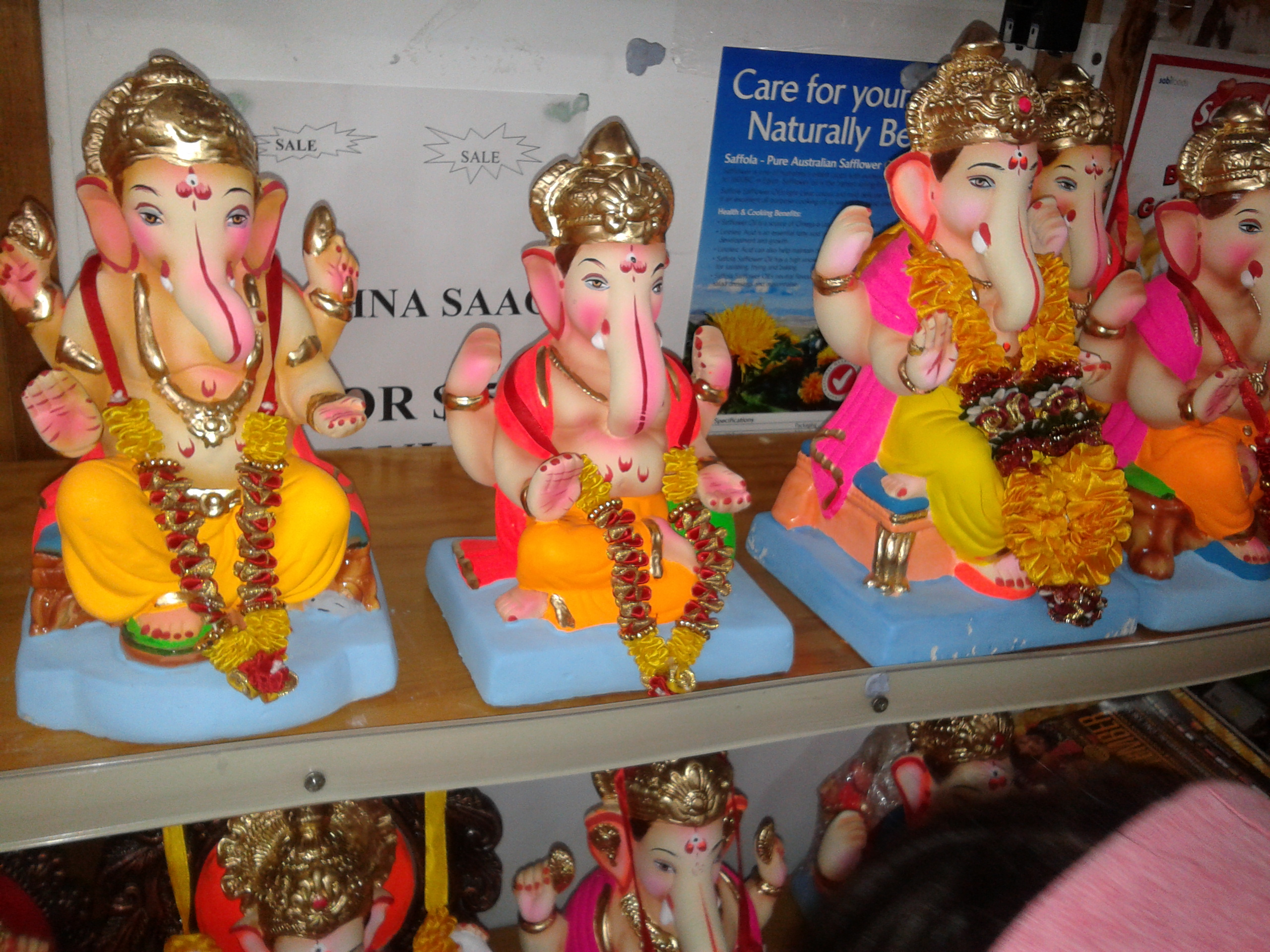
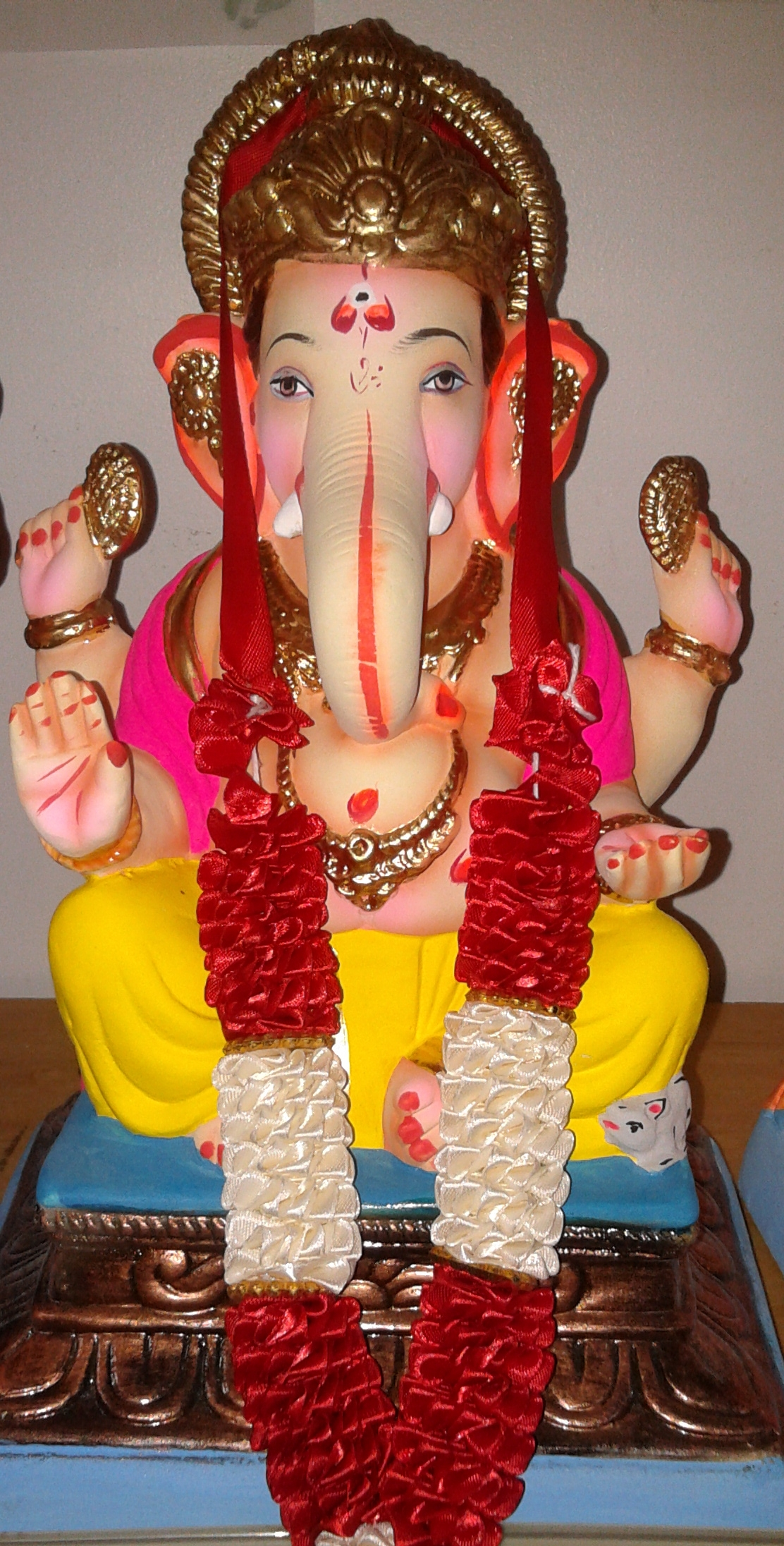
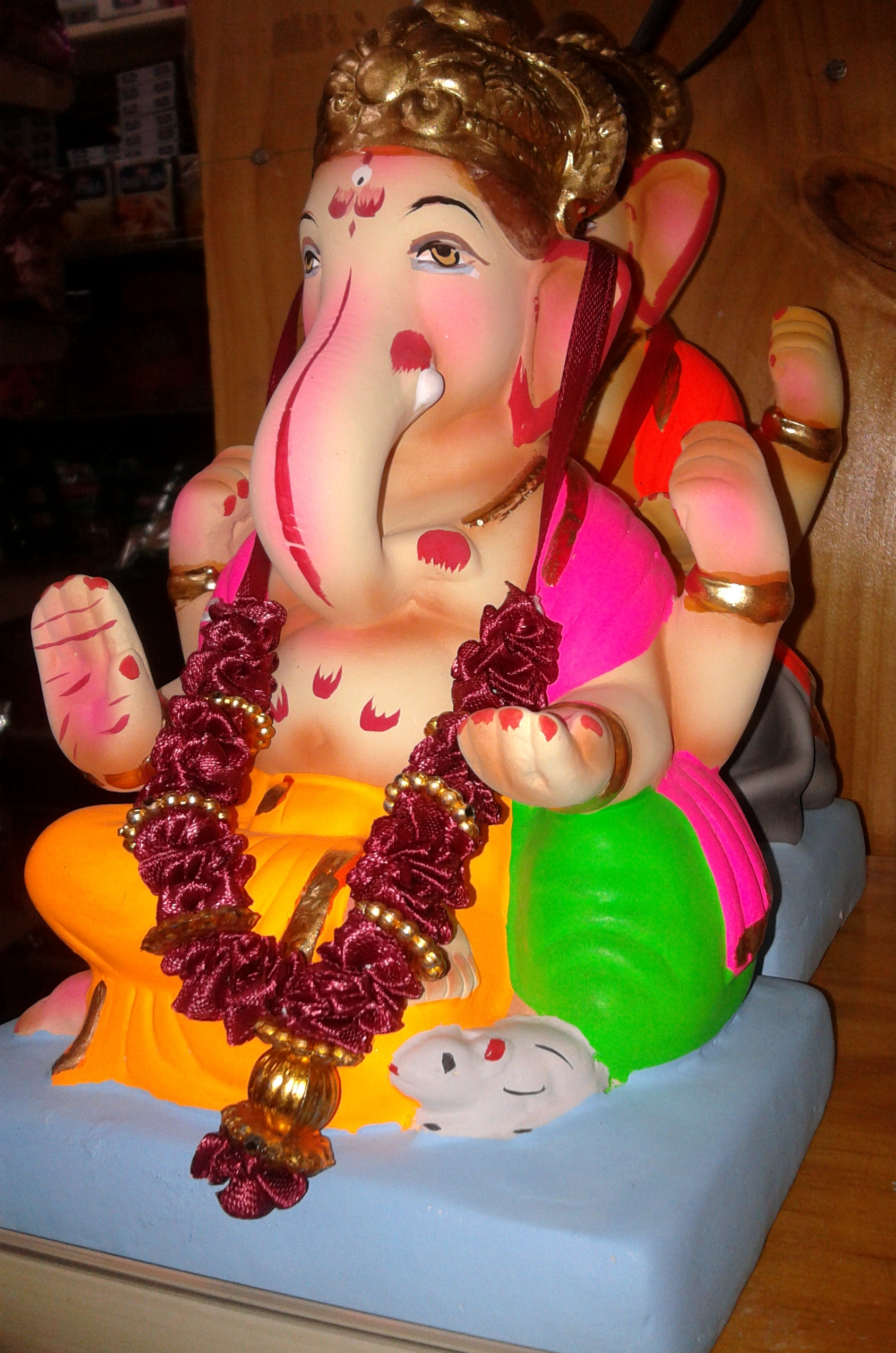
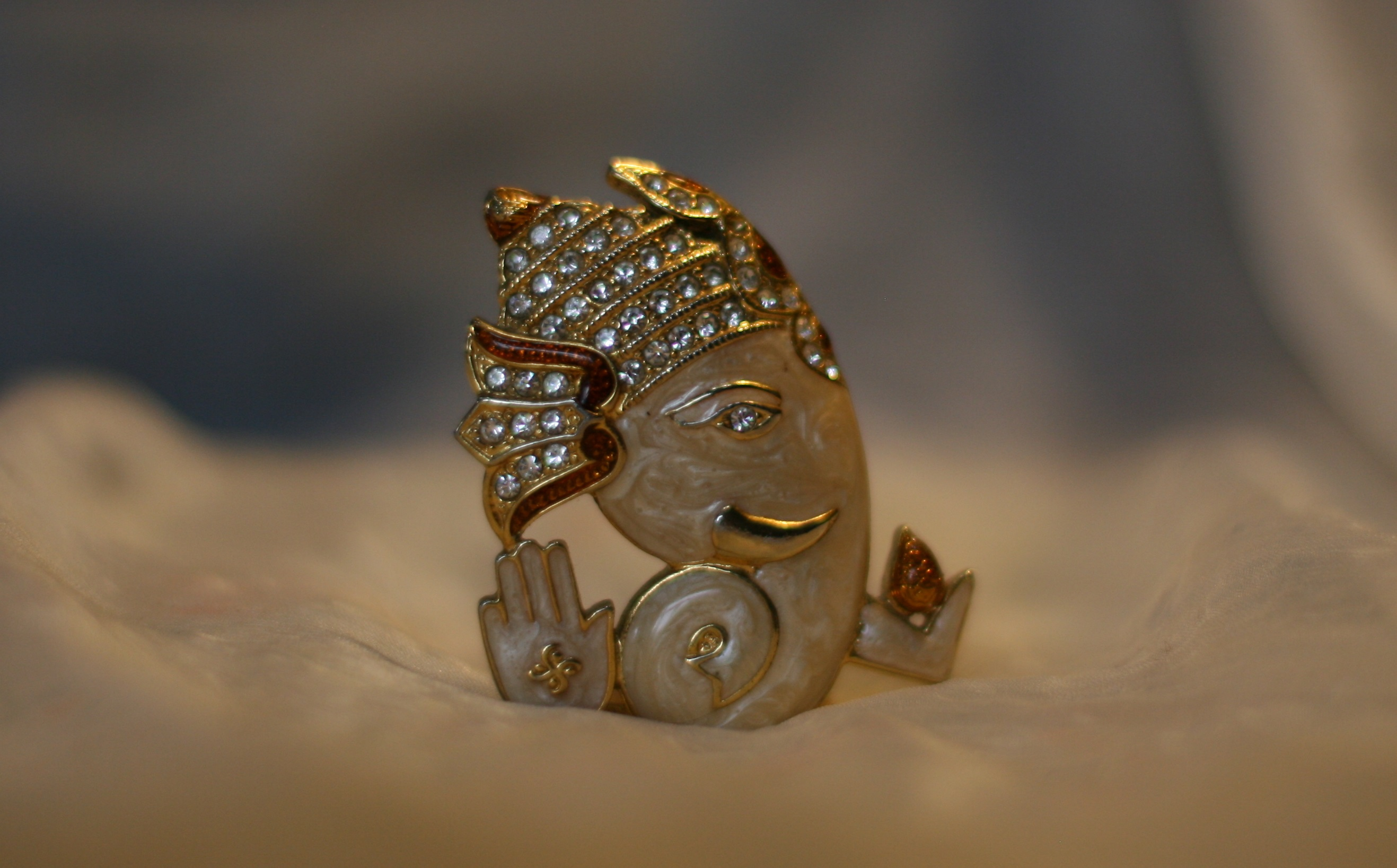